# 苏勒 (芒什省)
苏勒（法語：Soulles，法語發音：[sul]）是法国芒什省的一个旧市镇，属于圣洛区。2019年，苏勒与市镇勒梅尼勒埃尔芒并入市镇布尔瓦莱。

## 地理
苏勒（49°0'51"N, 1°11'20"W）面积14.86 平方千米，位于法国诺曼底大区芒什省，该省份为法国西北部沿海省份，西、北、东北三面环大西洋，东起顺时针与卡爾瓦多斯省、奧恩省、马耶讷省和伊勒-维莱讷省接壤。
与苏勒接壤的市镇（或旧市镇、城区）包括：圣马丹德邦福塞、当日、勒吉兰、拉艾贝勒丰、勒梅尼勒埃尔芒、穆瓦永维拉日、瑟尼伊圣母村。
苏勒的时区为UTC+01:00、UTC+02:00（夏令时）。

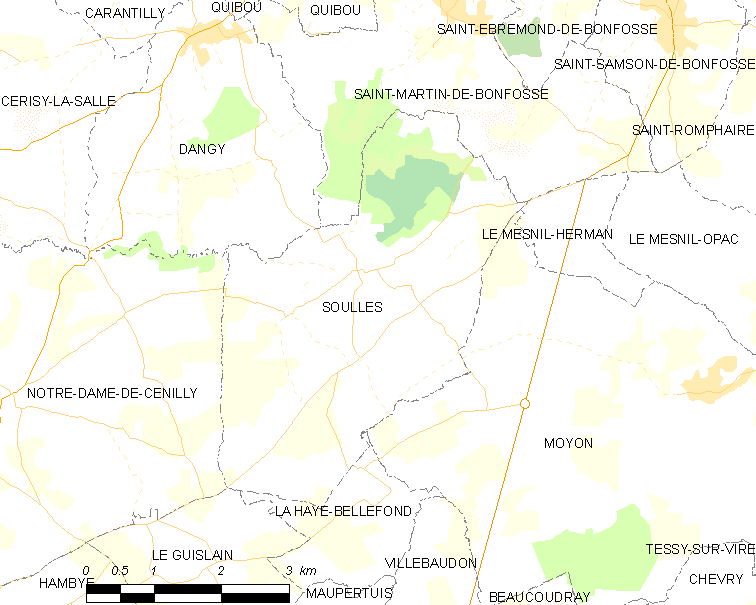
苏勒的OSM定位图

## 行政
苏勒的邮政编码为50750，INSEE市镇编码为50581。

## 政治
苏勒所属的省级选区为圣洛第二县。

## 人口

1962-2008年间苏勒人口变化图示

苏勒于2018年1月1日时的人口数量为483人。